# Rosa Chemical

Firma di Rosa Chemical

Rosa Chemical, pseudonimo di Manuel Franco Rocati (Rivoli, 30 gennaio 1998), è un rapper e cantautore italiano.

## Biografia
Manuel Franco Rocati nasce a Rivoli e cresce ad Alpignano, nella provincia di Torino. Lo pseudonimo da lui utilizzato è l'unione del nome della madre, Rosa, con Chemical, tributo alla band My Chemical Romance, e non si identifica nel genere maschile o femminile (fluidità di genere). La sua carriera musicale inizia con la pubblicazione del singolo Kournikova nel 2018. Nello stesso anno diviene modello per la marca italiana di moda Gucci. Prima di interessarsi alla musica hip hop era un artista di graffiti, come visibile nel programma YO! MTV Raps, in giro per l'Europa. Su Instagram è disponibile il profilo dove ha pubblicato tuttora i suoi lavori. Il rapper ha dichiarato di essere vegano.
Nel febbraio 2019 ha iniziato la collaborazione con Greg Willen, pubblicando il singolo Rovesciata, e a marzo ha pubblicato il suo primo EP Okay okay!!. Dopo la pubblicazione dell'EP, il rapper ha pubblicato i singoli Long Neck, frutto della collaborazione con Taxi B e Greg Willen, e Facciamolo e collaborato al primo disco degli FSK Satellite, nel luglio 2019, con il brano 4L.
Rosa Chemical è ritornato nel settembre 2019, pubblicando il quinto del mese il singolo Tik Tok, frutto della sua collaborazione con Radical, raggiungendo la Viral 50 di Spotify Italia e a fine settembre Fatass. Il 17 gennaio 2020 ha pubblicato il singolo Alieno in collaborazione con UncleBac, il 6 marzo dello stesso anno ha pubblicato il singolo Polka, il 28 maggio ha pubblicato il suo primo album in studio Forever, preceduto da due singoli: Lobby Way e Boheme, presenti nell'album.
Il 18 febbraio 2021 ha pubblicato il singolo Britney in collaborazione con Mambo Losco e Radical e il 25 marzo dello stesso anno, attraverso degli indizi sulla sua pagina Instagram, ha annunciato l'uscita dell'album Forever and Ever, una repack dell'album Forever con l'aggiunta di cinque nuove tracce, tra cui Britney. Le nuove tracce sono No Love, Polka 2, in collaborazione con Guè ed Ernia, Life e, infine, Fantasmi.
Il 4 febbraio 2022 è stato ospite nella serata cover del Festival di Sanremo, dove ha eseguito con Tananai un ri-arrangiamento del brano A far l'amore comincia tu di Raffaella Carrà, intitolato Comincia tu. Il 9 giugno 2022 ha pubblicato il video del terzo capitolo di Polka (Polka 3), stavolta in solitaria.
Nel febbraio 2023 ha partecipato per la prima volta in gara al 73º Festival di Sanremo con il brano Made in Italy, classificatosi all'ottavo posto al termine della manifestazione. Mentre Rosa Chemical ha eseguito il brano al Festival, mima un amplesso assieme a Fedez durante la serata finale ed i due vengono denunciati dall'ex sottosegretario Carlo Giovanardi e dalla onlus Pro-Vita e Famiglia per atti osceni in luogo pubblico. La procura non considera reato l'accaduto ed archivia la denuncia dopo pochi giorni.
L'11 gennaio 2024 Amadeus ha annunciato che sarebbe stato ospite alla seconda serata del 74º Festival di Sanremo, in collegamento dal Suzuki Stage. Chemical si è infatti esibito quella sera cantando Made in Italy. L'anno seguente è stato uno dei giudici di Like a Star, nuovo programma condotto da Amadeus sul Nove.

## Discografia
- 2020 – Forever

## Partecipazioni a manifestazioni canore
- Festival di Sanremo (Rai 1)
  - 2023 – 8º posto con Made in Italy

## Programmi televisivi
- Like a Star (Nove, 2025) - giudice